# Rosendale (New York)
Rosendale è un comune degli Stati Uniti d'America, situato nello stato di New York, nella contea di Ulster.